# 한국음악협회
한국음악협회는 민족음악의 발전을 도모하고 국제적인 음악문화 교류를 통한 음악가의 지위향상과 권익신장을 목적으로 1961년 창립된 음악 단체로, 1962년 1월 27일 설립된 대한민국 문화체육관광부 소관의 사단법인으로 등록되었다. 사무실은 서울 양천구 목동서로 225 예술인 회관 1019호에 있다.

## 주요 사업
- 음악 창작, 연주, 교육
- 음악 전반에 관한 사업

## 역대 이사장
- 1대: 이유선
- 2대: 김세형
- 3대: 김세형
- 4대: 김동성
- 5대: 김동성
- 6대: 박태준
- 7대: 박태준
- 8대: 조상현
- 9대: 조상현
- 10대: 조상현
- 11대: 조상현
- 12대: 조상현
- 13대: 전봉초
- 14대: 남궁요열
- 15대: 정회갑
- 16대: 정회갑
- 17대: 백낙호
- 18대: 김용진
- 19대: 김용진
- 20대: 김용진
- 21대: 김용진
- 22대: 김용진
- 23대: 이철구
- 24대: 이철구
- 25대: 이철구